# Reine Swart
Reine Swart es una actriz sudafricana de cine y televisión.

## Carrera
Swart logró el reconocimiento en su país al interpretar el papel principal en la primera película africana sobre surf, Die Pro. Apareció junto a Tye Sheridan, Bel Powley y Emory Cohen en la película Detour. Reine además ha aparecido en algunas producciones para televisión británicas, estadounidenses y sudafricanas como Dominion para Syfy, Villa Rosa para kykNet y Jamillah and Aladdin para CBBC.
En 2016 Reine empezó a trabajar en la película del director Darrell Roodt Siembamba, estrenada en 2017. A comienzos de ese año, Reine terminó la filmación de la serie de televisión Origins, producida por el canal Nat Geo. Acto seguido colaboró con James Badge Dale en The Empty Man, estrenada en 2018.

## Filmografía

### Cine
| Año  | Título              | Papel             |
| ---- | ------------------- | ----------------- |
| 2014 | Somer Son           | Cerike            |
| 2015 | Die Pro             | Yvette            |
| 2016 | Detour              | Claire            |
| 2016 | Skorokoro           | Heidi             |
| 2017 | Kampterrein         | Miemie            |
| 2017 | Van der Merwe       | Marike            |
| 2017 | Nul is Nie Niks Nie | Cindy             |
| 2017 | Siembamba           | Chloe van Heerden |
| 2018 | The Empty Man       | Recepcionista     |

### Televisión
| Año  | Título               | Papel          | Notas          |
| ---- | -------------------- | -------------- | -------------- |
| 2012 | Villa Rosa           | Nadine         | Rol recurrente |
| 2013 | Geraamtes in die Kas | Trudie         |                |
| 2014 | Aalwyntyd            | Petra          |                |
| 2015 | Dominion             | Charlie        | 1 episodio     |
| 2016 | Jamillah and Aladdin | Shape Shifter  | 3 episodios    |
| 2017 | Origins              | Srita. Redding | 1 episodio     |
| 2017 | Z Nation             | Carly McFadden |                |